# Station Høje Taastrup
Station Høje Taastrup is een station in Taastrup, Denemarken dat op 31 mei 1986 werd geopend. Tegelijk met het station werd ook de S-tog verlenging ten westen van station Taastrup langs het S-tog depot geopend en zodoende werd Høje Taastrup het westelijke eindpunt van de S-tog. Aanvankelijk werd het station alleen bediend door de S-tog en regionale treinen. In 1988 was de vier spoorigheid tussen Høje Taastrup en Roskilde gereed en sindsdien stoppen alle treinsoorten in  Høje Taastrup. Het station moest dienen als regionaal overstappunt en als ontlasting van, het 19,7 kilometer oostelijker gelegen, Københavns Hovedbanegård. Het is niet zo dat de regionale en langeafstandstreinen onder normale omstandigheden hier hun eindpunt hebben, maar reizigers van en naar de westelijke voorsteden van Kopenhagen kunnen hier overstappen zonder een omweg via Hovedbanegård. In de praktijk eindigen de treinen soms hier of zelfs in Roskilde als het door werkzaamheden, ongevallen of capaciteitsproblemen niet mogelijk is om door te rijden tot Hovedbanegård. Zo had bijvoorbeeld de Skiekspressen, de nachttrein naar Oostenrijk en Italië hier zijn eindstation. Het stationsgebouw ligt op een brede brug over het spoorwegemplacement waar ook een busbaan overheen loopt. Het postmoderne gebouw wordt gedomineerd door drie tongewelven die inmiddels symbool zijn geworden voor Høje-Taastrup. Het station is gebouwd in een braakliggend gebied aan weerszijden van de spoorlijn tussen het winkelcentrum City-2 uit 1972 in het zuiden en de Gadehavebuurt aan de noordkant. In 1977 werd een structuurplan voor een station en een regionaal centrum voorgelegd en een architectuurwedstrijd voor de uitvoering uitgeschreven. Ontwerpstudio Jacob Blegvad A/S won de wedstrijd en werkte samen met DSB architect Jens Nielsen de plannen voor het station verder uit. De bouwkosten bedroegen 300 miljoen Deense Kronen. Voor de S-tog zijn ten westen van het station vier opstelsporen gebouwd aan de noordkant van de spoorlijn naar Roskilde. Aan de zuidkant van de sporen naar Roskilde bevindt zich een containerterminal.    

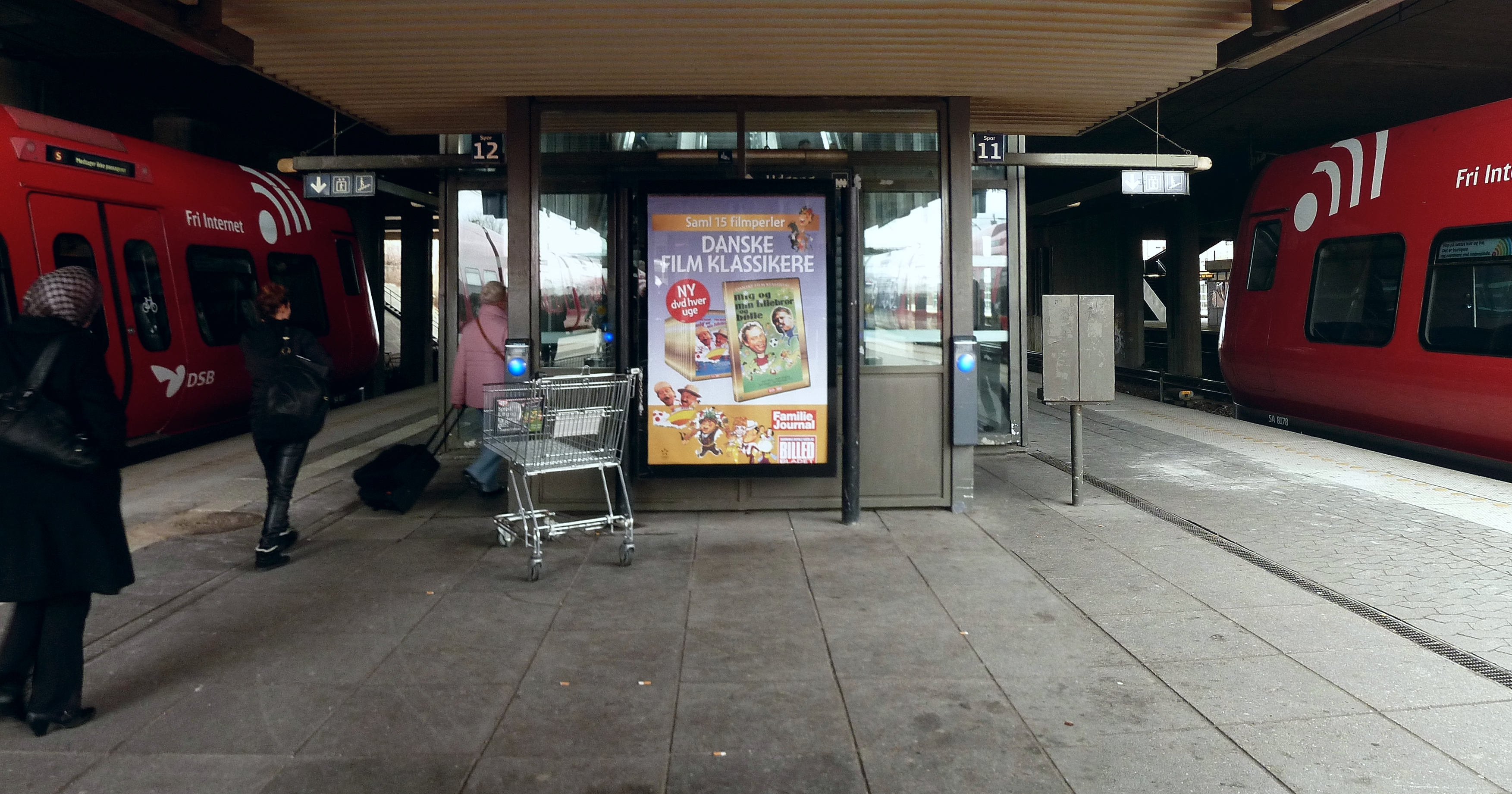
Het S-tog perron
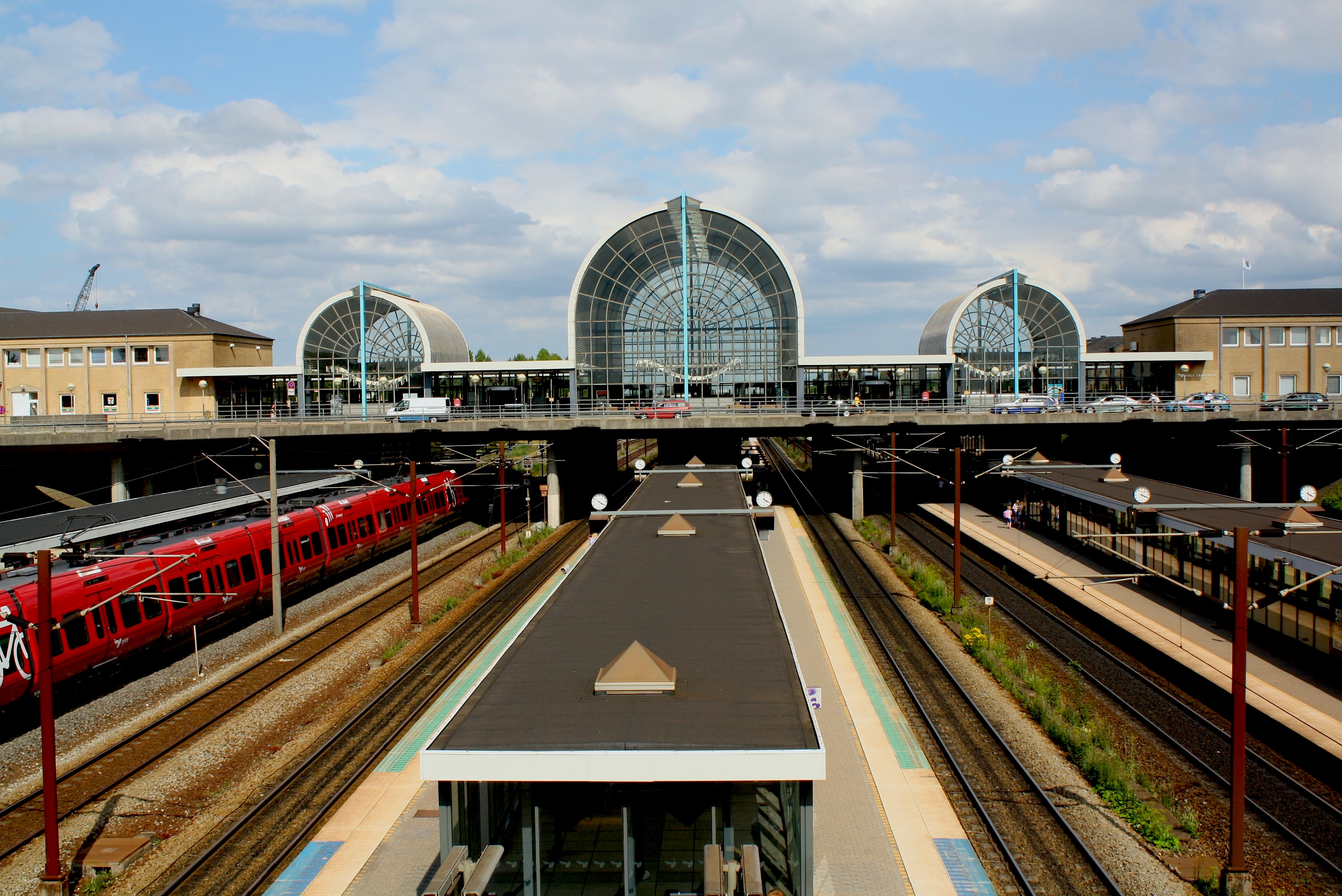
De kenmerkende tongewelven gezien uit het westen
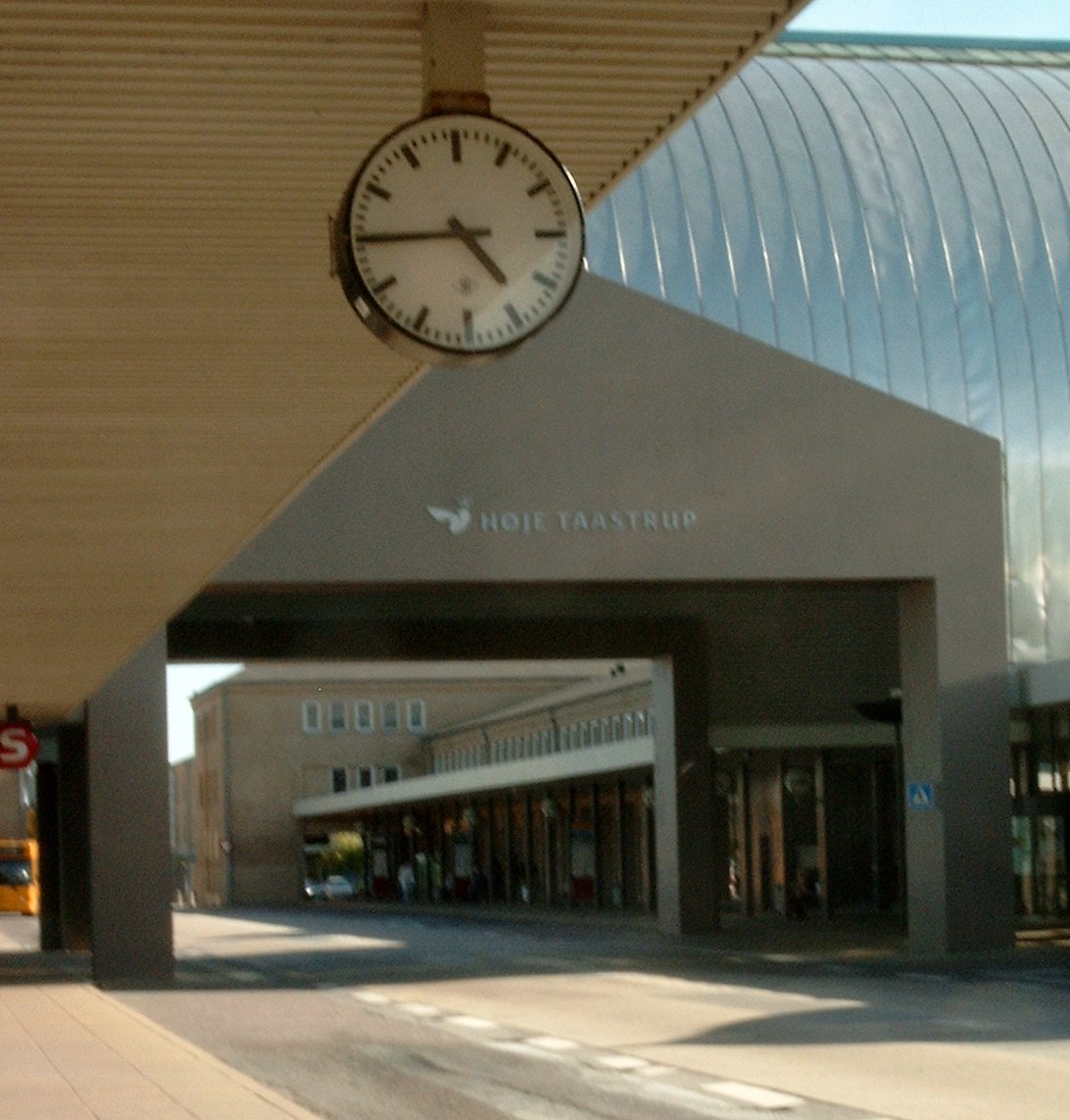
De busbaan op de brug